# Phyllobrotica

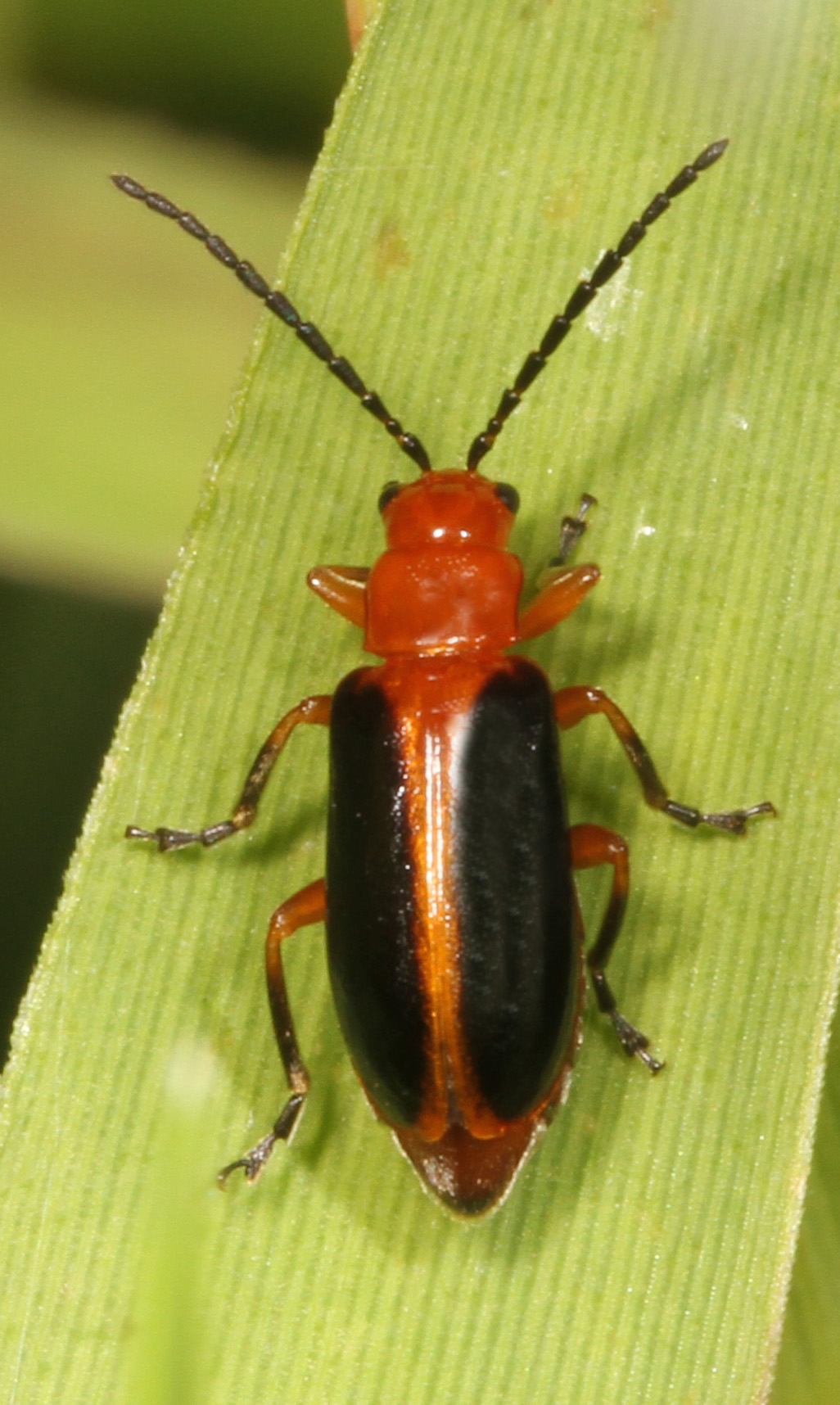
Phyllobrotica limbata

Phyllobrotica es un género de escarabajos de la familia Chrysomelidae. En 1837 Chevrolat describió el género.
Hay alrededor de treinta especies, principalmente de distribución holártica. Se alimentan de especies de Lamiaceae.
Lista de especies:
- Phyllobrotica adusta Creutzer, 1799
- Phyllobrotica adusta Creutzer, 1799
- Phyllobrotica antennata (Schaeffer, 1932)
- Phyllobrotica aslani Warchalowski, 1998
- Phyllobrotica binotata (Ogloblin, 1936)
- Phyllobrotica chujoi Kimoto, 1969
- Phyllobrotica circumdata (Say, 1824)
- Phyllobrotica costipennis (Horn, 1893)
- Phyllobrotica decorata (Say, 1824)
- Phyllobrotica elegans Kraatz, 1866
- Phyllobrotica elegatula (Jacoby, 1896)
- Phyllobrotica frontalis (Weise, 1886)
- Phyllobrotica humeralis (Kraatz, 1891)
- Phyllobrotica komiyai Takizawa, 1985
- Phyllobrotica leechi (Blake, 1956)
- Phyllobrotica lengi (Blatchley, 1910)
- Phyllobrotica limbata (Fabricius, 1801)
- Phyllobrotica luperina (Leconte, 1865)
- Phyllobrotica nigripes (Horn, 1893)
- Phyllobrotica nigritarsis (Linell, 1898)
- Phyllobrotica physostegiae Riley, 1979
- Phyllobrotica quadrimaculata Linnaeus, 1758
- Phyllobrotica sauteri (Chujo, 1935)
- Phyllobrotica sequoiensis (Blake, 1956)
- Phyllobrotica shirozui Kimoto, 1969
- Phyllobrotica signata (Mannerheim, 1825)
- Phyllobrotica sororia (Horn, 1896)
- Phyllobrotica spinicoxa (Laboissiere, 1929)
- Phyllobrotica stenidea (Schaffer, 1932)
- Phyllobrotica viridipennis (Leconte, 1859)
- Phyllobrotica vittata (Horn, 1893)